# Großsteingrab Bredagergård
Das Großsteingrab Bredagergård ist eine megalithische Grabanlage der jungsteinzeitlichen Nordgruppe der Trichterbecherkultur im Kirchspiel Krogstrup in der dänischen Kommune Frederikssund.

## Lage
Das Grab liegt östlich des Hofs Bredagergaard, südlich des Zufahrtwegs. Nur etwa 30 m nördlich des Standorts befand sich nördlich des Wegs das 1872 zerstörte Großsteingrab Onsved Marker 1. In der näheren Umgebung gibt bzw. gab es zahlreiche weitere megalithische Grabanlagen.

## Forschungsgeschichte
In den Jahren 1873 und 1942 führten Mitarbeiter des Dänischen Nationalmuseums Dokumentationen der Fundstelle durch. Eine weitere Dokumentation erfolgte 1989 durch Mitarbeiter der Forst- und Naturbehörde.

## Beschreibung
Die Anlage besitzt eine runde Hügelschüttung mit einem Durchmesser von etwa 8 m und einer Höhe von 1 m. Von der Umfassung sind noch mehrere Steine erhalten. Die Grabkammer ist als Ganggrab anzusprechen. Sie ist nordost-südwestlich orientiert und besitzt einen ovalen Grundriss. Sie hat eine Länge von etwa 3,9 m und eine Breite von etwa 2,7 m. Die Kammer bestand ursprünglich aus elf Wandsteinen, von denen noch zehn erhalten sind; einer an der südwestlichen Ecke fehlt. Von den Decksteinen ist nur einer erhalten. Er liegt abgerutscht im Inneren der Kammer. In der Mitte der südöstlichen Langseite befindet sich der Zugang zur Kammer. Ihm ist ein nordwest-südöstlich orientierter Gang vorgelagert. Er hat eine Breite von etwa 0,5 m.